# Abraxas confluens
Abraxas confluens är en fjärilsart som beskrevs av Hans-Joachim Hannemann 1919. Abraxas confluens ingår i släktet Abraxas och familjen mätare. Inga underarter finns listade i Catalogue of Life.